# Bolwieser
Bolwieser és un telefilm alemany del 1977 dirigit i muntat per Rainer Werner Fassbinder. Es va fer per a la televisió alemanya i es va emetre originalment el 1973 com una minisèrie de dues parts. Es va basar en la novel·la de 1931 Bolwieser: La novel·la d'un marit d'Oskar Maria Graf.

## Argument
La pel·lícula tracta d'un gerent del sistema ferroviari, Xaver Ferdinand Maria Bolwieser (el cap de l'estació homònim), l'esposa del qual té un afer involuntàriament amb el carnisser i amb el perruquer. El crític Vincent Canby, a la seva ressenya del 1982 New York Times, va dir que la història, que se situa a la ciutat fictícia bavaresa de Werburg als anys vint, recordava Madame Bovary.
L'estrena de 1983 va ser 90 minuts més curta que la versió televisiva de 201 minuts. El tall cinematogràfic s'havia finalitzat i aprovat el 1977, però l'estrena es va ajornar per raons legals i comercials.

## Repartiment
- Elisabeth Trissenaar : Hanni Bolwieser
- Kurt Raab : Xaver Ferdinand Maria Bolwieser
- Karl Scheydt : Un guàrdia de la presó
- Armin Meier : Scherber
- Bernhard Helfrich : Franz Merkl
- Karl-Heinz von Hassel : Windegger
- Volker Spengler : Mangst
- Gustl Bayrhammer : Neidhard - el pare de Hanni
- Udo Kier : Schafftaler